# Consell de Mallorca 2011-2015
El Consell de Mallorca de l'octava legislatura (2011-2015) és un govern monocolor del Partit Popular de les Illes Balears degut a la seva majoria absoluta. Aquest executiu va prendre possessió dels càrrecs el 27 de juny de 2011.

## Composició
El ple del Consell de Mallorca està format per 33 consellers, elegits per sufragi universal cada quatre anys. Les eleccions insulars del 22 de maig de 2011 varen donar el següent repartiment d'escons:
| Candidatures                                 | Vots    | Percentatge | Consellers |
| -------------------------------------------- | ------- | ----------- | ---------- |
| PP                                           | 154.964 | 46,08%      | 19         |
| PSIB-PSOE                                    | 79.235  | 23,56%      | 10         |
| PSM – Iniciativa Verds - Entesa per Mallorca | 35.554  | 10,57%      | 4          |
| Lliga Regionalista de les Illes Balears      | 13.280  | 3,95%       |            |
| Convergència per les Illes                   | 12.015  | 3,57%       |            |
| Esquerra Alternativa i Verda                 | 9.864   | 2,93%       |            |
| UPyD                                         | 7.380   | 2,19%       |            |
| Esquerra Republicana                         | 5.317   | 1,58%       |            |
| Ciutadans en Blanc                           | 2.314   | 0,69%       |            |
| PACMA/ZAAAA                                  | 1.298   | 0,39%       |            |
| Agrupación Social Independiente              | 1.067   | 0,32%       |            |
| Ciutadans - Partit de la Ciutadania          | 845     | 0,25%       |            |
| Ciudadanos de Centro Democrático             | 625     | 0,19%       |            |
| Dissidents                                   | 595     | 0,18%       |            |
| Coalició Treballadors per la Democràcia      | 575     | 0,17%       |            |
| Proyecto Liberal Español                     | 565     | 0,17%       |            |
| Familia y Vida                               | 519     | 0,15%       |            |
| Partit Illenc de ses Illes Balears           | 296     | 0,09%       |            |
| Partido Balear Radical                       | 230     | 0,07%       |            |

## Consellers electes
Consellers del Grup Popular: María Salom Coll, Joan Rotger Seguí, Catalina Cirer Adrover, Antonio Mesquida Ferrando (renuncia 6 de juliol de 2012 substituït per Juan José Sard Flaquer), Catalina Soler Torres, Miquel Vidal Vidal, Margalida Isabel Roig Catany, Jaume Crespí Deyà, Margarita Durán Vadell (renuncia 11 de juliol 2011 substituïda per Antònia Roca Bellinfante), Bernardí Coll Martorell, Margalida Moner Tugores (renuncia 28 de juliol de 2011 substituïda per Jeroni Salom Munar), Antonio Llamas Márquez, María Magdalena García Gual, Josep Oliver Rebassa, Isabel Carme Llinàs Warthmann (renuncia juliol 2013 substituïda per Maria Verger Noguera), Bernat Roig Cabrer, Margalida Ginard Mesquida, Antoni Mulet Campins, Coloma Terrasa Ventayol.
Consellers del Grup Socialista: Antoni Alemany Cladera, Maria Lluïsa Dubon Petrus (renuncia juliol 2013 substituïda per Miquel Àngel Coll Canyelles), Jaume Garau Salas, Silvia Cano Juan, Juan Ferrà Martorell, Rosario Sánchez Grau, Francesc Josep Dalmau Fortuny, Mercedes Garrido Rodríguez, Jaume Colom Adrover i Melchora Gómez Andrés.
Consellers del Grup PSM-IV-ENTESA / Més per Mallorca: Joan Font Massot, Maria Magdalena Palou Cànaves, Miquel Ensenyat Riutort i Joana Aina Campomar Orell.

## Consell Executiu
El Consell Executiu del Consell Insular de Mallorca és un òrgan col·legiat del govern insular integrat pel president del Consell, els vicepresidents i tots els consellers i les conselleres executives al qual correspon l'exercici de la funció executiva en relació amb les competències del Consell Insular, sens perjudici de les atribucions conferides a altres òrgans de govern.
Els departaments del Consell Insular de Mallorca són els òrgans en què s'organitza la institució i que es corresponen amb els diferents sectors de la seva activitat administrativa. Cada departament està dirigit per un conseller executiu o una consellera executiva, a qui corresponen les seves funcions respectives.
| Presidenta: Maria Salom Coll (PP) |

| Departament                                   | Titulars                          | Titulars                    |
| --------------------------------------------- | --------------------------------- | --------------------------- |
| Departament                                   | 27 de juny de 2011                |                             |
| Vicepresident de Cultura, Patrimoni i Esports | Juan Rotger Seguí (PP)            |                             |
| Presidència                                   | Jaume Joan García (PP)            |                             |
| Urbanisme i Territori                         | Mauricio Rovira de Alós (PP)      |                             |
| Hisenda i Funció Pública                      | Margalida Isabel Roig Catany (PP) |                             |
| Benestar Social                               | Catalina Cirer Adrover (PP)       | Catalina Cirer Adrover (PP) |
| Cooperació Local                              | Bernadí Coll Martorell (PP)       | Bernadí Coll Martorell (PP) |
| Medi Ambient                                  | Catalina Soler Torres (PP)        |                             |

## Estructura orgànica
Per aquesta legislatura s'establí la següent estructura orgànica d'alts càrrecs:
- Vicepresidència de Cultura, Patrimoni i Esports
- Secretaria Tècnica: Miquel Barceló Llompart
- Direcció Insular de Cultura i Patrimoni: Margalida Durán Vadell (11 de juliol de 2011-14 desembre 2011) / Catalina Sureda Fons (des de 14 desembre 2011)[9]
- Direcció Insular d'Esports: Joan Antoni Ramonell Miralles

- Departament de Presidència
- Secretaria Tècnica, les funcions de la qual seran exercides pel secretari tècnic o per la secretària tècnica d'Urbanisme i Territori:
- Direcció Insular de Presidència: Maria de las Nieves Salas Bauzá
- Direcció Insular de Projectes: Segismundo Morey Ramon
- Direcció Insular de Relacions Institucionals: Maria Isabel Crespí Deyà

- Departament d'Urbanisme i Territori
- Secretaria Tècnica: Catalina Terrassa Crespí
- Direcció Insular de Carreteres: Rafael Gelabert Tortella

- Departament d'Hisenda i Funció Pública
- Secretaria Tècnica, les funcions de la qual seran exercides pel secretari tècnic o per la secretària tècnica de Vicepresidència, Cultura i Patrimoni. Matias Veñy Orell (des de 16 de septiembre de 2013)[10]
- Direcció Insular d'Hisenda i Funció Pública: Rafael Pons Vidal

- Departament de Medi Ambient
- Secretaria Tècnica: Joaquina Ibáñez Ripoll
- Direcció Insular de Medi Ambient: Margalida Pocoví Sampol
- Direcció Insular de Residus: Antoni Serra Comas
- Direcció Insular de Caça: Joan Escalas Noceras
- President de l'Institut de l'Esport Hípic de Mallorca: Nicolau Gómez Sureda[11][12]
  - Vicepresidenta de l'Institut de l'Esport Hípic de Mallorca: Margarita Moner Tugores[13] / Miquel Vidal Vidal (des de 10 d'agost de 2011)[14]

- Departament de Benestar Social
- Vicepresident de l'Institut Mallorquí d'Afers Socials: Antoni Mesquida Ferrando[15]

- Departament de Cooperació Local
- Secretaria Tècnica, les funcions de la qual seran exercides pel secretari tècnic o per la secretària tècnica de Medi Ambient.
- Direcció Insular de Cooperació Local i Suport Municipal: Martí Àngel Torres Valls
- Direcció Insular d'Emergències: Francisco Amengual Tormo

- Altres càrrecs
- Comissió Insular d'Ordenació del Territori, Urbanisme i Patrimoni Històric: Guillermo Reynés Corbella i Juan González de Chávez Alemany.